# سالومه استونا
سالومه استونا (فرانسوی: Salomé Stévenin‎؛ زادهٔ ۲۹ ژانویهٔ ۱۹۸۵) بازیگر، کارگردان فیلم، فیلم‌نامه‌نویس اهل فرانسه است. وی از سال ۱۹۸۹ میلادی تاکنون مشغول فعالیت بوده‌است.
از فیلم‌ها یا برنامه‌های تلویزیونی که وی در آن نقش داشته‌است می‌توان به سرآشپز، عمر مرا کشت اشاره کرد.